# Vasokonstriktion

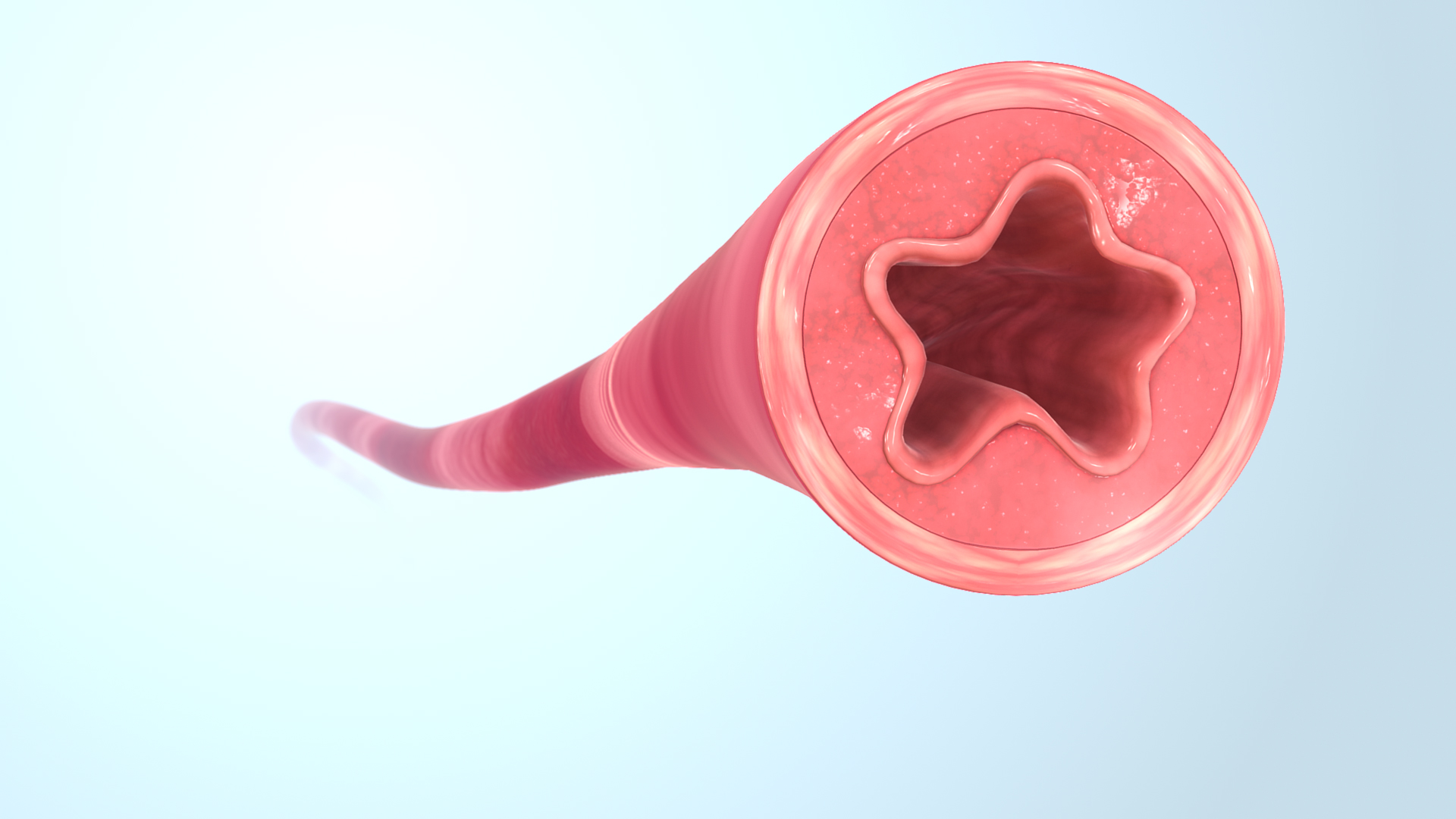
Schema eines verengten Gefäßes

Vasokonstriktion (von lateinisch vas ‚Gefäß‘ und constringere ‚zusammenschnüren‘) ist der medizinische Fachbegriff für Gefäßverengung. Eine Vasokonstriktion erfolgt hauptsächlich durch Kontraktionen der glatten Muskulatur in den kleinen Arterien und Arteriolen meist unter dem Einfluss des Sympathikus. Diese Blutgefäße werden auch als Widerstandsgefäße bezeichnet, da sie den peripheren Widerstand für den Blutfluss darstellen.
Bei einer Verengung dieser Adern werden der Widerstand und somit auch der Blutdruck sowie die Strömungsgeschwindigkeit des Blutes erhöht. Es gilt das Hagen-Poiseuillesche Gesetz. Die Durchblutung des Gewebes hinter den betroffenen Gefäßabschnitten verringert sich.
Lokale Vasokonstriktion und lokale Vasodilatation (Erweiterung der Gefäße) dienen somit in erster Linie der Regulation der Organdurchblutung. Das Herzzeitvolumen ist der Quotient aus Blutdruck und peripherem Widerstand. Eine Vasokonstriktion würde also das Herzzeitvolumen verkleinern, weil der Widerstand im Nenner steht. Neuro-humorale Mechanismen wirken dem entgegen: Eine Herzinsuffizienz führt zur Aktivierung des Sympathikus. So versucht der Körper das Herzzeitvolumen aufrechtzuerhalten durch Steigerung der Herzfrequenz, der Kontraktilität des Herzmuskels und durch periphere Vasokonstriktion (unter dem Einfluss von Katecholaminen). Eine Aktivierung des Renin-Angiotensin-Aldosteron Systems (RAAS) führt ebenfalls zur Vasokonstriktion. Vasokonstriktoren gelten als blutdrucksteigernde Arzneimittel.

## Auslöser
Vasokonstriktion wird vor allem durch Hormone hervorgerufen, welche sich in den Blutgefäßen an bestimmte Rezeptoren (z. B. bei Noradrenalin an die α-Rezeptoren) binden. Vasokonstriktorisch wirkende Stoffe werden auch als Vasokonstriktoren, Vasokonstriktiva, Vasokonstringentien oder Vasokonstringenzien bezeichnet; zusammen mit den antagonistisch wirkenden Vasodilatanzien bilden sie die vasoaktiven Substanzen. Je stärker eine Atherosklerose ausgeprägt ist, desto weniger wirken sie.
Vasokonstriktorische Hormone sind Angiotensin I und II, Serotonin, Thromboxan A2, das von peripheren Gewebszellen gebildete Endothelin, Noradrenalin und in sehr hohen Konzentrationen auch das sonst vasodilatatorisch wirksame Adrenalin.
Akutversuche von starken Nikotininhalationen zeigen eine nahezu komplette Vasokonstriktion der akralen Gefäße.
Auch beim Morbus Raynaud kommt es zu einer Vasostriktion der kleinen Arterien; das nennt man einen Vasospasmus.

## Neurologische Zusammenhänge
Sympathische Efferenzen wirken neurogen vasokonstriktorisch, unter Sympathikuseinfluss wird der vaskuläre Basistonus zum Ruhetonus erhöht: Eine Durchtrennung von sympathischen Fasern führt in der Peripherie zu Hautrötung aufgrund der Gefäßerweiterung.
Bei 5 % der Neugeborenen ist das im Hypothalamus gelegene Vasomotorenzentrum noch nicht ausgereift, weshalb die fehlende Vasokonstriktion zu einem Harlekinfarbwechsel führt.